# Piotr Bałujew
Piotr Siemionowicz Bałujew, ros. Пётр Семёнович Балу́ев (ur. 9 czerwca?/21 czerwca 1857 we Władykaukazie, zm. 2 marca 1923 w Moskwie) – rosyjski i radziecki wojskowy, generał kawalerii.

## Życiorys
Pochodził z rodziny oficerskiej. Ukończył Władymirowskie Gimnazjum Wojskowe w Kijowie i 1 Pawłowską Szkołę Wojskową. Oficer od 1876. Następnie ukończył Nikołajewską Akademię Sztabu Generalnego w 1882. Służył  w sztabach Petersburskiego i Kaukaskiego Okręgu Wojskowego, potem w sztabie Obwodu Kaspijskiego, sztabie 4 KA, sztabie Wojska Dońskiego, jako wykładowca w Kozackiej Szkole Junkrów w Nowoczerkasku. Od 1900 w linii - był dowódcą batalionu, dowódcą 127 pułku piechoty, dowódcą 2 Brygady Piechoty w 16 Dywizji Piechoty. Od października 1904 służył jako szef sztabu 6 AK. W 1906 mianowany został generałem lejtnantem i dowódcą 17 Dywizji Piechoty, z którą w składzie 14 AK 4 Armii rozpoczął I wojnę światową.
18 sierpnia 1914 ze swą dywizją  w m. Huta rozbił 11 pułk i zdobył jego sztandar. Od 30 sierpnia był dowódcą 6 AK w składzie 2 Armii. W okresie 29 - 30 września odblokowywał Twierdzę Osowiec, po czym jego Korpus został podporządkowany 10 Armii. Uderzeniem skrzydłowym  od Grajewa wyszedł na tyły armii niemieckiej. Na początku października podporządkowany został dowódcy 1 Armii. 9 listopada był ranny, na leczeniu, po czym w grudniu wyznaczono go na dowódcę 5 AK. We wrześniu 1915 został mianowany generałem piechoty. W lutym w składzie 2 Armii w bitwie nad jeziorem Narocz - Wiśniewska, zajął Postawy biorąc do niewoli 1,3 tys. żołnierzy. Walczył w 1916 w operacji gen. A. Brusiłowa na rzekach Styr i Lipa. Od 10 listopada 1916 dowodził korpusem i Armią Specjalną w składzie Frontu Południowo-Zachodniego. Od 18 marca do 9 czerwca 1917 był dowódcą Armii Specjalnej. Przed operacją poleską w czerwcu 1917, wydzielił połowę sił Armii do rezerwy Frontu. Armia nie odgrywała żadnej roli w operacji. 9 lipca był dowódcą 11 Armii, ale już 19 lipca wrócił do dowodzenia Armią Specjalną. 23 lipca część Armii była ześrodkowana na rz. Strypa, a część na Wołyńsko-Halickiej rubieży w rej. Brodów, a rozbita w walkach część była na odcinku od rzeki Seret do rzeki Styr. W dniach 23-28 lipca bronił bez powodzenia Tarnopol, po czym zajął obronę od Radziwiłowa do Wołoczysk.
W dniach 24-31 lipca jako naczelny dowódca Frontu Południowo-Zachodniego przygotowywał Front do operacji zaczepnej. W czasie operacji (31 lipca - 13 sierpnia) jego Front wziął do niewoli 36 tys. jeńców i zdobył 121 dział. Razem Niemcy stracili 45 tys. ludzi w operacji. W czasie wycofywania z Galicji armie Frontu straciły ok. 20 tys. zabitych, 42 tys. wziętych do niewoli, 257 dział, 191 moździerzy, 546 ckm. Od 5 sierpnia 12 listopada 1917 został naczelnym dowódcą Frontu Zachodniego.
W 1918 wstąpił do Armii Czerwonej. W 1920 był członkiem Zebrania Specjalnego przy naczelnym dowódcy Armii Czerwonej. Pod koniec życia był wykładowcą.